# Cupressus tonkinensis
Cupressus tonkinensis — вид голонасінних рослин з родини кипарисових (Cupressaceae).

## Поширення
Батьківщиною цього виду є північно-східний В'єтнам.